# Lijst van fractievoorzitters van de ChristenUnie in de Eerste Kamer
Hieronder staat een lijst van fractievoorzitter(s) van de ChristenUnie in de Eerste Kamer.
| Naam             | Begindatum    | Einddatum     |
| ---------------- | ------------- | ------------- |
| Egbert Schuurman | 27 maart 2001 | 7 juni 2011   |
| Roel Kuiper      | 7 juni 2011   | 11 juni 2019  |
| Mirjam Bikker    | 11 juni 2019  | 30 maart 2021 |
| Tineke Huizinga  | 6 april 2021  | heden         |

## Opmerking
De Eerste Kamerfractie van de ChristenUnie bestaat sinds 2001 en betreft een voortzetting van die van het GPV en van de RPF.